# Franz Eckert
Franz Eckert (ngày 5 tháng 4 năm 1852 – ngày 6 tháng 8 năm 1916) là một nhà soạn nhạc và nhạc sĩ người Đức, người đã sáng tác phần hòa âm cho quốc ca của Nhật Bản, "Kimigayo" và quốc ca của Đế quốc Đại Hàn, "Aegukga".

## Thời trẻ và giáo dục
Eckert là người gốc Neurode, tỉnh Silesia (nay là Nowa Ruda, Ba Lan), và là con trai của một quan chức tòa án. Ông học tại các nhạc viện của Breslau (Wrocław) và Nhạc viện Hoàng gia ở Dresden, và chuyên về âm nhạc quân sự tại Neiße. Ông đã nhận được một cuộc hẹn để trở thành chỉ huy ban nhạc cho Hải quân Đế chế Đức tại Wilhelmshaven, nơi ông đã thu hút sự chú ý của chính phủ Nhật Bản vào năm 1879.

## Sự nghiệp
Eckert được mời đến Đế quốc Nhật Bản với tư cách cố vấn nước ngoài theo lệnh của Hải quân Đế quốc Nhật Bản. Eckert từng là giám đốc của Ban nhạc Hải quân từ năm 1879 đến 1880. Vào thời điểm đó, nhu cầu về một bài quốc ca đặc biệt cấp bách trong Hải quân, do các sĩ quan Nhật Bản bối rối vì không thể hát quốc ca của mình trong các nghi lễ cờ trên biển. Quốc ca vào lúc đó được tạo ra bởi John William Fenton vào năm 1869. Năm 1880, Cơ quan Hoàng gia đã thông qua một giai điệu sửa đổi được quy cho Hayashi Hiromori. Mặc dù giai điệu dựa trên một chế độ truyền thống của âm nhạc cung đình Nhật Bản, nó được sáng tác theo phong cách hỗn hợp bắt nguồn từ các bài thánh ca phương Tây. Một số yếu tố của sự sắp xếp Fenton được giữ lại. Eckert đã sắp xếp lại giai điệu hiện có theo mode Gregoriano cho nhạc cụ phương Tây, thực hiện các sửa đổi phù hợp để chơi trên biển, bao gồm cả việc cải biên giọng hát bốn phần. Quốc ca mới được trình diễn lần đầu tiên trong hoàng cung vào ngày sinh nhật của Thiên hoàng Minh Trị, ngày 3 tháng 11 năm 1880.
Từ năm 1883 đến 1886, ông làm việc trong Bộ Giáo dục cho Ban kiểm tra âm nhạc trong lĩnh vực nhạc cụ bộ hơi và dây. Tuy nhiên, nhiệm vụ quan trọng nhất của ông là xuất bản những cuốn sách bài hát để sử dụng trong các trường tiểu học Nhật Bản. Vào tháng 3 năm 1888, Eckert gia nhập Khoa Âm nhạc Cổ điển của Bộ Nội vụ Hoàng gia, thành lập ban nhạc quân đội của Bộ đội Hoàng gia và thành lập ban nhạc quân sự của Học viện Quân đội Hoàng gia Nhật Bản. Ông đã tích cực sáng tác nhạc nghi lễ cho cả triều đình và quân đội, đồng thời giới thiệu nhiều loại nhạc cụ và lý thuyết âm nhạc phương Tây về giai điệu và hòa âm.

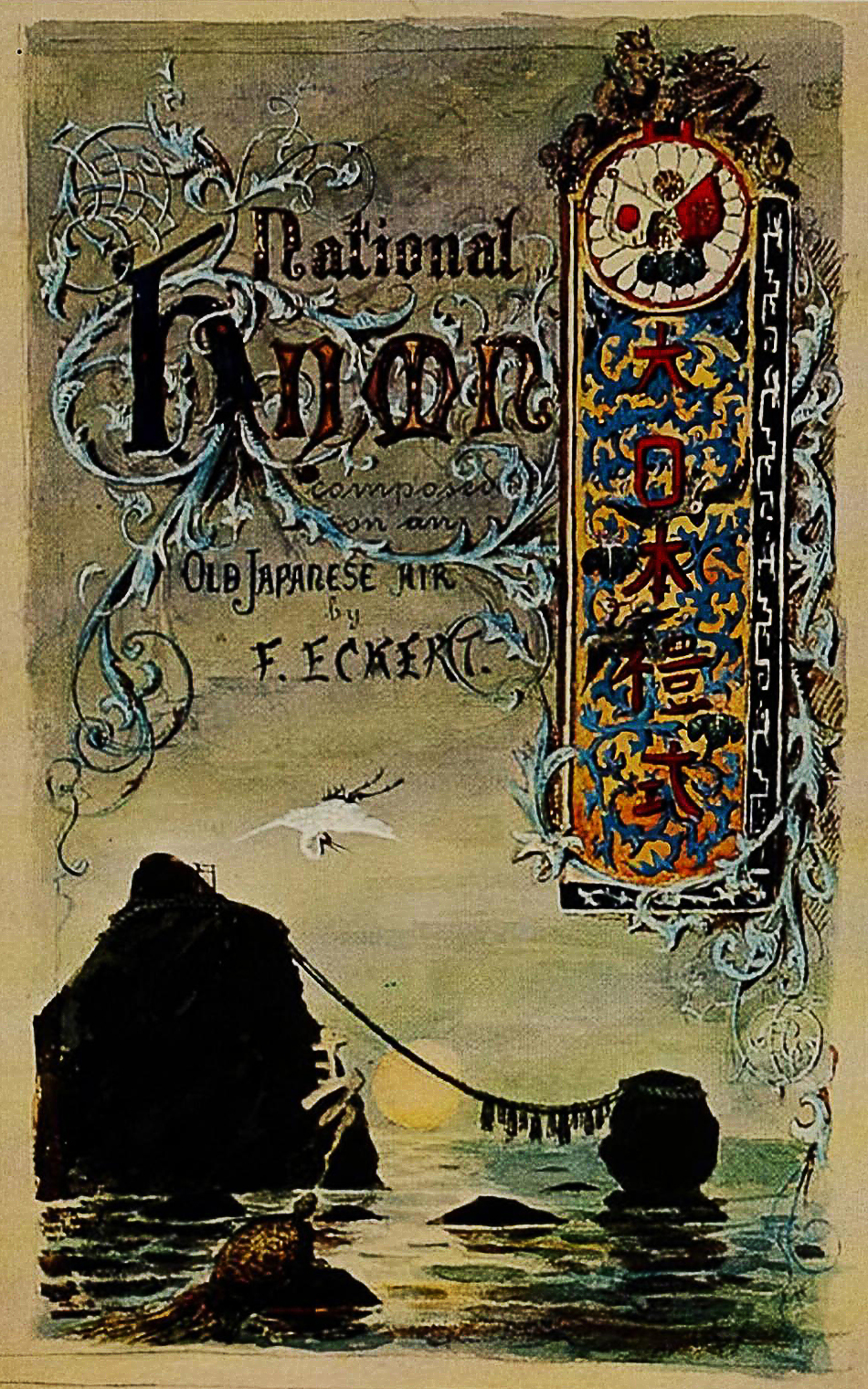
Trang bìa cho ghi chú của Eckert với bài quốc ca mới. Thiết kế bởi Curt Netto vào năm 1880.

Năm 1897, ông được mời sáng tác một bài hát đặc biệt, có tựa đề Kanashimi no kiwami, cho tang lễ của Hoàng hậu Eishō (góa phụ của Thiên hoàng Kōmei). Eckert trở lại Đức vào năm 1899 vì sức khỏe yếu, và đã nhận được một bài đăng tại Berlin Philharmonic, nhưng sớm được bổ nhiệm làm giám đốc âm nhạc cho Kaiser Wilhelm II. Tuy nhiên, thời gian ở Đức rất ngắn và ngay sau khi sức khỏe được cải thiện, ông đã chấp nhận lời mời của Đế quốc Đại Hàn để xây dựng một dàn nhạc cung đình và đào tạo nhạc sĩ về các nhạc cụ và kỹ thuật âm nhạc châu Âu.
Eckert đến Seoul vào ngày 19 tháng 2 năm 1901. Nhiệm vụ của ông ở Triều Tiên tương tự như những gì ông đã làm trước đây ở Nhật Bản. Ông sớm có một dàn nhạc cung đình nhỏ gồm hai chục nhạc sĩ được thành lập, sau đó ông đã xây dựng tới 70 thành viên. Dàn nhạc biểu diễn thường xuyên tại triều đình, nhưng chơi vào thứ Năm hàng tuần tại Công viên Chùa cho công chúng và cộng đồng người nước ngoài sống ở Seoul, trong các buổi biểu diễn, Eckert đã có cơ hội để công khai các tác phẩm của riêng mình, cũng như của Richard Wagner. Eckert đã sớm được yêu cầu cung cấp bản hòa âm cho quốc ca của Triều Tiên, Daehan jeguk Aegukga được biểu diễn vào ngày 7 tháng 9 năm 1901. Bài quốc ca mới có các yếu tố từ các tác phẩm của Wagner, và được chơi trước Hoàng đế Cao Tông. Tuy nhiên, chỉ một vài năm sau đó, vào năm 1910, Triều Tiên đã bị Đế quốc Nhật Bản sáp nhập và quốc ca đã bị cấm để ủng hộ tác phẩm trước đó của Eckert, Kimigayo.

## Cuối đời
Eckert vẫn ở Triều Tiên, nhưng trong hoàn cảnh tồi tệ hơn nhiều do mất người bảo trợ hoàng gia. Tình hình của ông rất phức tạp do sức khỏe được cải thiện, và Chiến tranh thế giới thứ nhất bùng nổ và vào năm 1916, ông đã từ chức làm nhạc trưởng trong dàn nhạc của mình để ủng hộ nghệ sĩ thổi sáo đầu tiên, người mà ông đã đào tạo thành người kế vị. Eckert qua đời tại Seoul vì căn bệnh ung thư dạ dày ở tuổi 65. Ngôi mộ của ông nằm ở Yanghwajin, Hapjeong-dong, Mapo-gu, Seoul.